# 玛理诺一世
教宗馬林一世（拉丁語：Marinus PP. I；？—884年5月15日），是天主教会第108任教宗，本名不詳，於882年12月至884年5月15日岀任教宗，884年5月15日卒於羅馬。
出身拉齐奥大区的加莱塞。父親是罗马教会的司祭，自己在策勒担任主教。负责历代教宗与西法兰克王国的外交。882年12月，先代教宗若望八世被亲信们暗杀，因此他被选为新教宗，在位仅1年5个月后去世。

## 譯名列表
- ：梵蒂冈广播电台作。
- ：香港天主教教區檔案　歷任教宗作。
- 馬里努斯：大英綫上繁體中文版[永久]、[永久]作馬里努斯。
- 馬里納斯：《世界人名翻譯大辭典》1993年版作马里纳斯。